# チットロム駅
チットロム駅（チットロムえき、タイ語: สถานีชิดลม ）は、タイ王国、バンコク都パトゥムワン区にあるバンコク・スカイトレイン(BTS)の駅。プルンチット通り（東へ行くとスクムウィット通りに繋がる）の直上にある高架駅。駅番号は「E1」。

## 概要
相対式ホーム2面2線を有する高架駅である。2014年より可動式ホーム柵（ホームドア）の使用を開始した。
駅周辺はバンコク屈指の商業エリアで、至近にはセントラルワールドプラザ（ZEN）、エラワンバンコク（旧そごう）、セントラルデパート、ゲイソーン、BIG Cスーパーマーケットなどがある。
セントラルデパートとは5番、ゲイソーンとは9番出口から直結している。
また、バンコク都民の信仰を集めるエラワン・プーム（象の精霊（エラワン・ピー）の祠）も至近にあり、常に賑っている。

### 駅階層
| 3階                                |                                                                          |                        |
| 相対式ホーム（可動式ホーム柵有り） |                                                                          |                        |
| 1番線・上り■スクムウィット線       | プルンチット・アソーク・オンヌット・ベーリング方面                       |                        |
| 2番線・下り■スクムウィット線       | サイアム・パヤータイ・アヌサーワリーチャイサモーラプーム・モーチット方面 |                        |
| 相対式ホーム（可動式ホーム柵有り） |                                                                          |                        |
| 2階                                | コンコース                                                               | 自動券売機、自動改札口 |
| 1階                                | 出入口                                                                   | プルーンチット通り     |

## 駅周辺

### プルーンチット通り
- エラワンバンコク（旧そごう） 2番出口
- インターコンチネンタル・バンコク
  - 日本亭（B1 日本料理）
- ゲイソーン 9番出口直結
  - ジオス
- アマリン・タワー
  - キアットナーキン銀行本社

#### セントラル・チットロムデパート
（5番出口直結）
- 1F
  - 資生堂カウンター
  - モスバーガー
- 3F
  - MUJI
- 4F
  - リーガル（靴）
- 7F
  - 東京堂書店

### ラチャダムリ通り
- 警察病院
- グランド・ハイアット・エラワン・バンコク 2番出口
- エーラーワンの祠 2番出口
- ペニンシュラプラザ
- Big Cスーパーマーケット
  - Thai Beauty Health SPA
- ZEN
  - MK金

### セントラルワールドプラザ
- 2F
  - ポーラ（化粧品）
- 3F
  - アナスタシア
  - ハーゲンダッツ
  - モスバーガー
- 6F
  - MK金
  - 大戸屋
  - MUJI
- 7F
  - カブキ（日本料理）
  - 寅次郎（日本料理）
  - フルーツ　むらはた
  - 平禄寿司
  - モーモーパラダイス